# Saint-Germain-Source-Seine
Saint-Germain-Source-Seine è un comune della Francia soppresso e frazione di 28 abitanti situato nel dipartimento della Côte-d'Or nella regione della Borgogna-Franca Contea.
Il 1º gennaio 2009 si è fuso con il comune di Blessey per formare il nuovo comune di Source-Seine.

## Società

### Evoluzione demografica
Abitanti censiti

## Amministrazione

### Gemellaggi
Saint-Germain-Source-Seine è gemellata con Verghereto, con la quale è accomunata da un fatto geografico: ospitare i primi chilometri del percorso dei fiumi che bagnano le rispettive capitali di stato, la Senna e il Tevere.
- Verghereto